# 謝希深
謝 希深（しゃ きしん、994年/995年 - 1039年）は、中国北宋の文人官僚。欧陽脩の友人。梅尭臣の妻の兄。希深は字。諱は絳（謝絳、しゃこう）。

## 人物
富陽（現在の浙江省杭州市富陽区）の人。謝安・謝玄ら「陽夏の謝氏」の末裔。
大中祥符8年（1015年）、進士に及第。官僚として知制誥、河南府通判などを務め、鄧州知州在任中に没した。
欧陽脩の著名な発想法「三上」（インスピレーションの湧きやすい状況は馬上・枕上・厠上）は、『帰田録』において謝希深に語った言葉として伝わる。また、欧陽脩『集古録』のもとになった金石の収集旅行に同行した一人でもある。

## 著作
詩はすべて散逸している。謝希深に帰される著作として、『公孫龍子』『韓非子』の注釈書が現存する。

## 親族・関連人物
- 謝濤（中国語版） - 父
- 謝景初 - 子[12][5]
- 謝景温（中国語版） - 子[5]
- 謝景平 - 子[5]
- 謝景回 - 子[5]
- 梅尭臣 - 謝希深の妹（謝氏）を最初の妻とした[13][14]。
- 欧陽脩 - 友人
- 銭惟演 - 幕主

## 主な史料
- 『宋史』巻295（列伝）[3]
- 『呉郡志』巻25[15]
- 『東都事略（中国語版）』巻64[16]
- 『銭塘先賢伝賛』[4]
- 『宋名臣言行録（中国語版）』
- 蔡襄『端明集』巻28「謝公堂記」[17]
- 欧陽脩『尚書兵部員外郎知制誥謝公墓誌銘』[18]
- その他、欧陽脩や梅尭臣の詩文[19]